# Mossman-Halbinsel
Die Mossman-Halbinsel ist eine schmale und 5 km lange Halbinsel, die in südlicher Richtung im Westteil von Laurie Island im Archipel der Südlichen Orkneyinseln die Scotia Bay von der Wilton Bay trennt. An ihrem Ende befinden sich die Kaps Hartree und Murdoch.
Entdeckt und grob kartiert wurde sie 1821 gemeinsam vom britischen Robbenfängerkapitän George Powell (1794–1824) auf der Dove und dem US-amerikanischen Seefahrer Nathaniel Palmer auf der Hero. Eine detaillierte kartografische Vermessung nahmen 1903 Teilnehmer der Scottish National Antarctic Expedition unter der Leitung von William Speirs Bruce vor. Bruce benannte die Halbinsel nach seinem Meteorologen Robert Cockburn Mossman (1870–1940).